# Can Santgenís

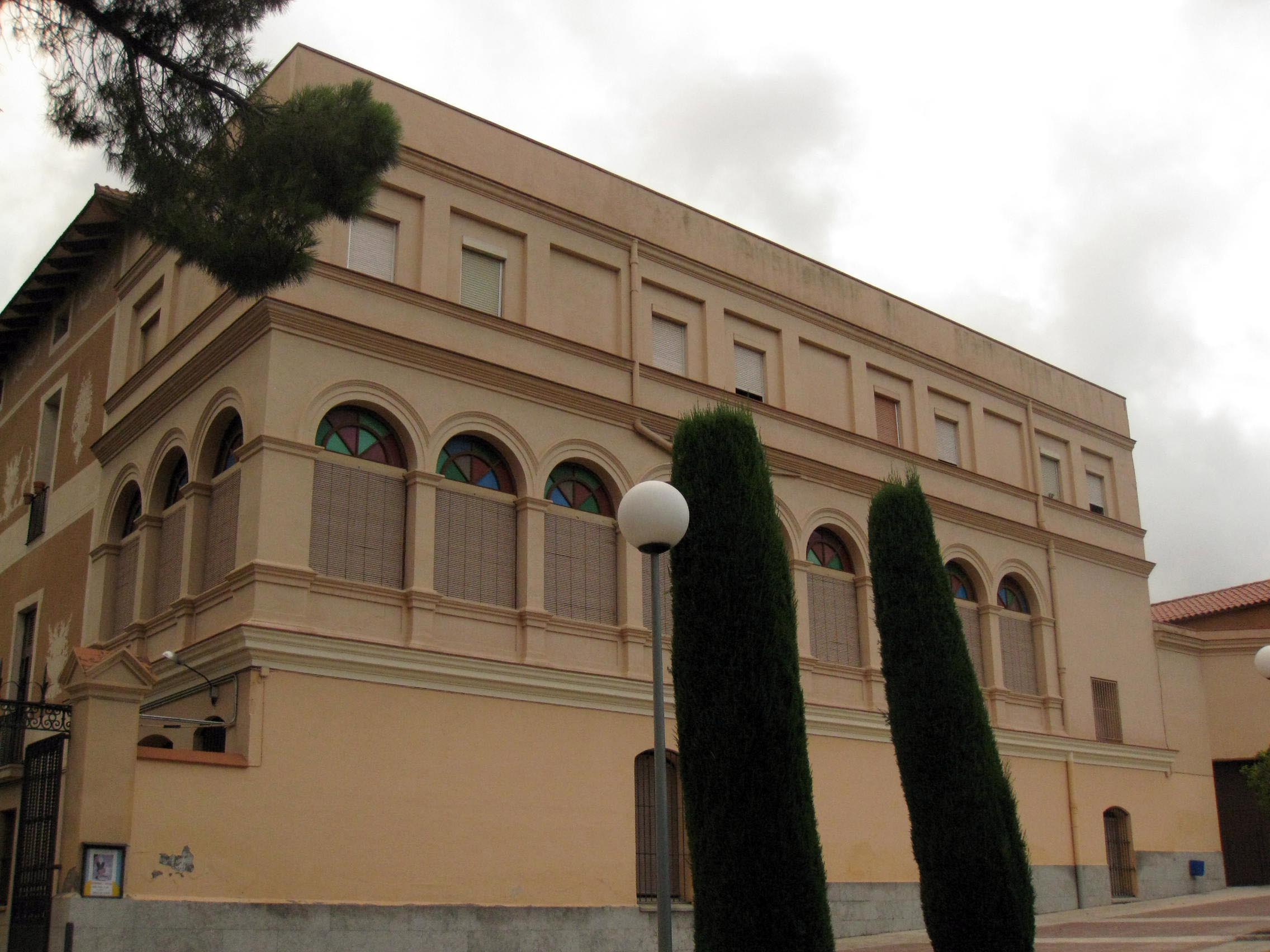
Façana lateral, amb la planta afegida sobre les galeries

Can Santgenís és una antiga masia de l'antic municipi de Sant Andreu de Palomar, actualment al barri de Canyelles de Barcelona, catalogada com a bé amb elements d'interès (categoria C). L'estructura original ha quedat desfigurada en haver-se remuntat les dues galeries laterals, originalment més baixes, si bé s'han conservat alguns dels esgrafiats que decoraven la façana.

## Història i descripció

### Masia
L'heretat dels Santgenís era una gran finca de 65 mujades, equivalent a més de 30 hectàrees, al vessant de Collserola, entre el turó de Roquetes, una part en el terme de Montcada, i la Vall d'Hebron. La finca disposava de 4 mines d'aigua que omplien una bassa al costat de l'hort. La casa era una una típica pagesia amb les instal·lacions adients, a la planta baixa, per a acollir el bestiar i els estris agrícoles.

### Torre
El 1726, Francesc Sala-Alemany i Santgenís, net de Cristòfol Santgenís, el primer membre de la família documentat, encarregà una gran reforma de l'edifici, que duraria dos anys, per un import de 234 lliures, 12 sous i 6 diners, el que dona idea de les pretensions de torre senyorial. L'edifici resultant és de grans proporcions, amb galeries porxades a banda i banda del primer pis. Té planta baixa, dos pisos i golfes.
Els descendents, per problemes econòmics, contractaren masovers que s'encarreguessin de la casa i finca.
Cap el 1830, la finca passà a mans de la família Magarola, que tenien altres propietats i la residència principal al carrer de la Portaferrissa de Barcelona. El 1869 s'expropià una part de la finca per a la construcció de la carretera de Cornellà a Fogars de Tordera, que actualment ve a ser la Ronda de Dalt i el passeig de Valldaura.

### Granja de la Santa Creu
El 1889, l'Hospital de la Santa Creu comprà la finca per a utilitzar-la d'alqueria de l'Hospital Mental que estava construint, i per a obtenir l'aigua que li mancava, i 'anomenaren Granja Santgenís. Durant 30 anys la finca va seguir amb l'ús rural, produint hortalisses, fruites, vi, aviram, porcs i d'altres animals de corral, parcel·lada i explotada per pagesos parcers que les tenien per antics censos a rabassa morta i que ara els cobraria l'Hospital.
El 1920, l'Hospital de la Santa Creu decidí destinar-lo a sanatori mental d'homes, amb serveis de pagament, i l'anomenaren Granja de la Santa Creu. El 1925 s'hi afegiren les dones, distribuint els homes en una planta i les dones a l'altra. La casa disposava de tres plantes: a la planta baixa hi havia els serveis de la casa, l'administració i sales per a música, de reunió, de jocs com billar o d'altres, gimnàs i instal·lacions d'electroteràpia; a les dues plantes altes hi havia les habitacions amb vistes al mar i la muntanya amb bona ventilació.

### Casa de la Santa Creu
La Granja de la Santa Creu començà a ser deficitària cap el 1931, per mancança de pacients, i l'1 de gener del 1935 decidiren posar-la en venda. La va comprar la Congregació de les Germanes Hospitalàries de la Santa Creu pel preu de 180.000 pessetes, que li canviaren el nom per casa de la Santa Creu.